# Heat (pel·lícula de 1995)
Heat és una pel·lícula estatunidenca dirigida per Michael Mann, estrenada l'any 1995. El film té per actors principals Robert De Niro i Al Pacino, en els papers respectius d'un cap d'un equip d'atracadors professionals i d'un tinent de policia que es lliuren una lluita a distància i veuen les seves vides privades i professionals lligar-se ineludiblement. Es tracta del remake de L.A. Takedown, un telefilm de Michael Mann de 1989. Va rebre una nominació a la millor pel·lícula per l'Associació de Crítics de Chicago.
Aquesta pel·lícula ha estat doblada al català.

## Argument
Un equip d'atracadors prepara l'atac a un furgó blindat a Los Angeles. El seu cap Neil McCauley (Robert De Niro) i els seus còmplices Chris Shiherlis (Val Kilmer), Michael Cheritto (Tom Sizemore) i Trejo (Danny Trejo) afinen els últims detalls. Per aconseguir el cop, contracten un nou col·lega, Waingro (Kevin Gage). L'assalt, no obstant això planificat al menor detall, es converteix en un bany de sang a causa d'aquest últim. Els atracadors aconsegueixen únicament 1,6 milions de dòlars d'un lot de bons al portador pertanyent a un financer corrupte, Roger Van Zant (William Fichtner). La investigació és encomanada a Vincent Hanna (Al Pacino), tinent de la policia criminal.

## Repartiment
- Al Pacino: el tinent Vincent Hanna
- Robert De Niro: Neil McCauley
- Val Kilmer: Chris Shiherlis
- Kevin Gage: Waingro
- Jon Voight: Nate
- Tom Sizemore: Michael Cheritto
- Diane Venora: Justine Hanna
- Amy Brenneman: Eady
- Ashley Judd: Charlene Shiherlis
- Mykelti Williamson: le sergent Drucker
- Wes Studi: l'inspector Casals
- Ted Levine: l'inspector Bosko
- William Fichtner: Roger Van Zant
- Danny Trejo: Trejo
- Dennis Haysbert: Donald Breedan
- Natalie Portman: Lauren Gustafson
- Hank Azaria: Alan Marciano
- Kim Staunton: Lillian
- Tom Noonan: Kelso
- Henry Rollins: Hugh Benny
- Xander Berkeley: Ralph
- Ricky Harris: Albert Torena
- Tone Loc: Richard Torena
- Jeremy Piven: el doctor Bob
- Jerry Trimble: l'inspector Schwartz
- Susan Traylor: Elaine Cheritto
- Begonia Plaza: Anna Trejo

## Localitzacions
La pel·lícula està rodada a Los Angeles, i inclou localitzacions com South Figueroa Street, l'Hotel Hilton de l'aeroport de Los Angeles, el restaurant Bob's Big Boy, el restaurant Kate Mantilini, el Venice Boulevard at Convention Center Drive i el Blue Room.

## Crítica
- "El thriller modern rendeix tribut als clàssics"[4]
- "Atractiva i notable cinta molt assolida, amb un aconseguit duel d'actors"[5]